# Ропотамо

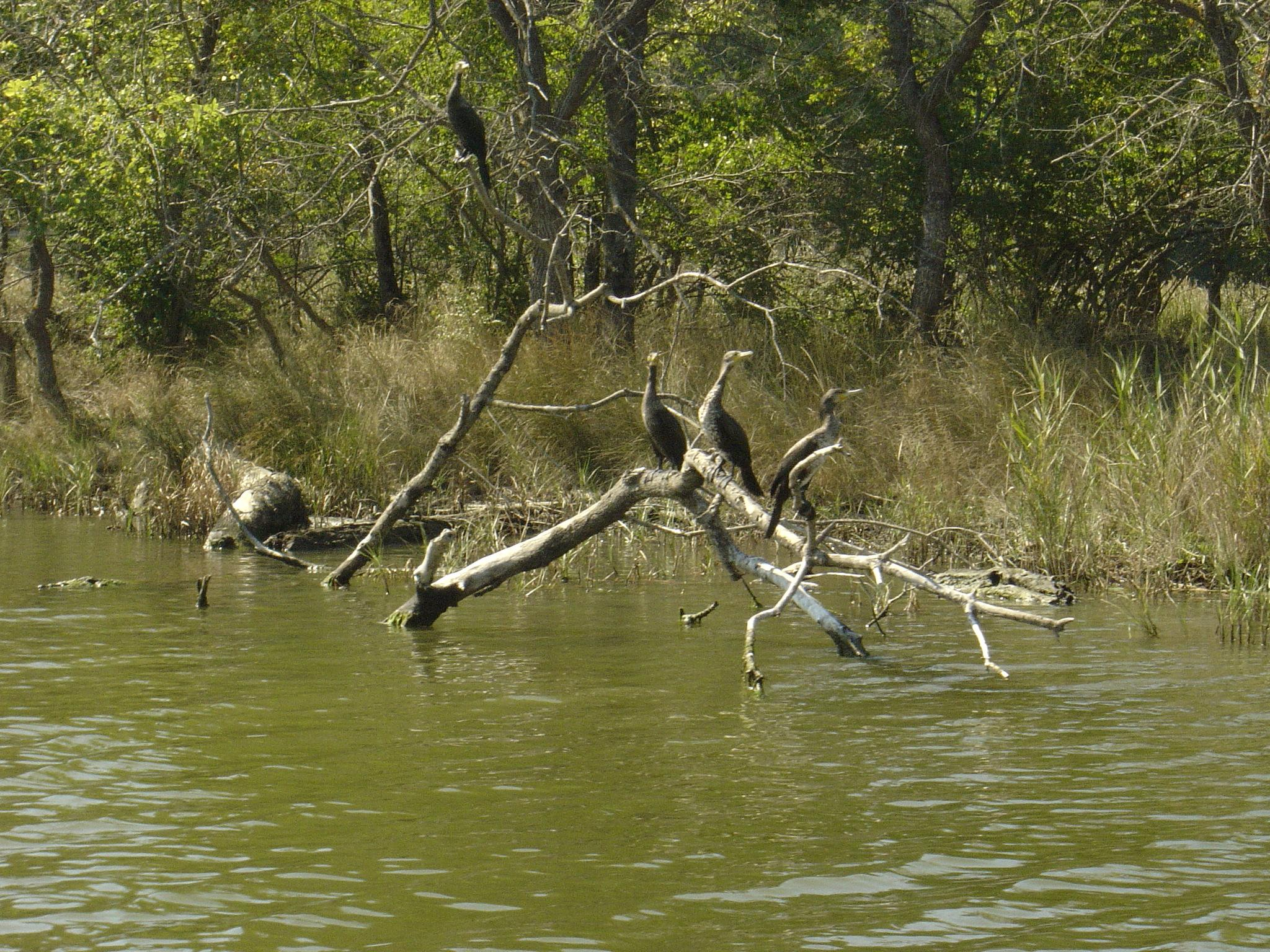
Ропотамо

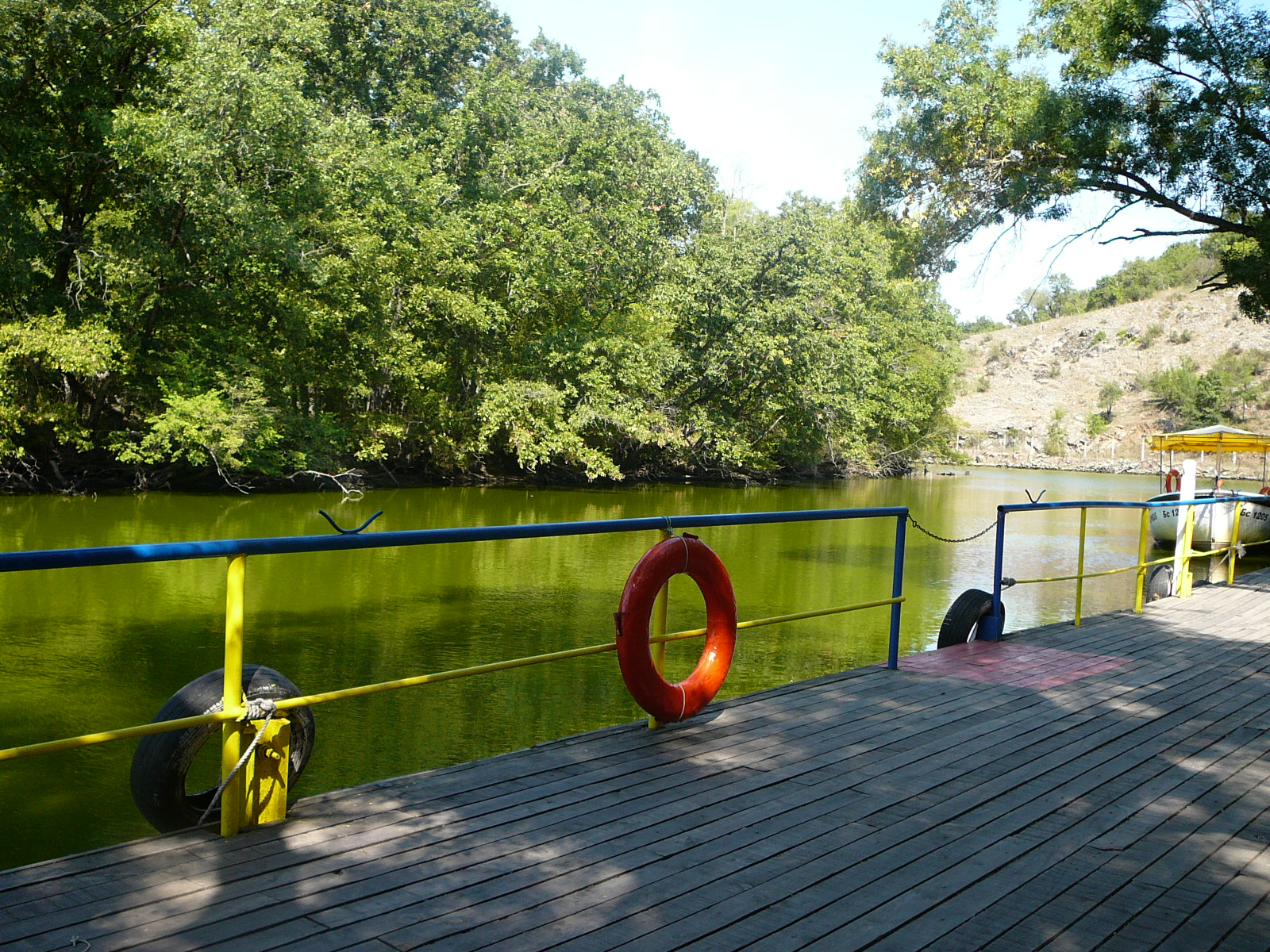
Пристань на Ропотамо

Ропота́мо (болг. Ропотамо [ropoˈtamo], греч. Ροπόταμος от древнегреческого слова, означающего «пограничная река») — река в Болгарии. Длина — 48 км.
Истоки реки находятся в отрогах Странджи. В верховьях это горная река с быстрым течением, в 10 км от устья становится широкой спокойной рекой. Глубины в реке достигают 8 м, впадает в небольшую бухту в южной части Бургасского залива у мыса Коракя. В 5 км от устья вода в реке становится солёной.
В устье реки Ропотамо расположен одноимённый национальный парк, общей площадью 860 га, а также заповедник пеликанов.